# Toccata i fuga d-moll (BWV 565)
Toccata i fuga d-moll (BWV 565) – utwór Johanna Sebastiana Bacha skomponowany na organy.

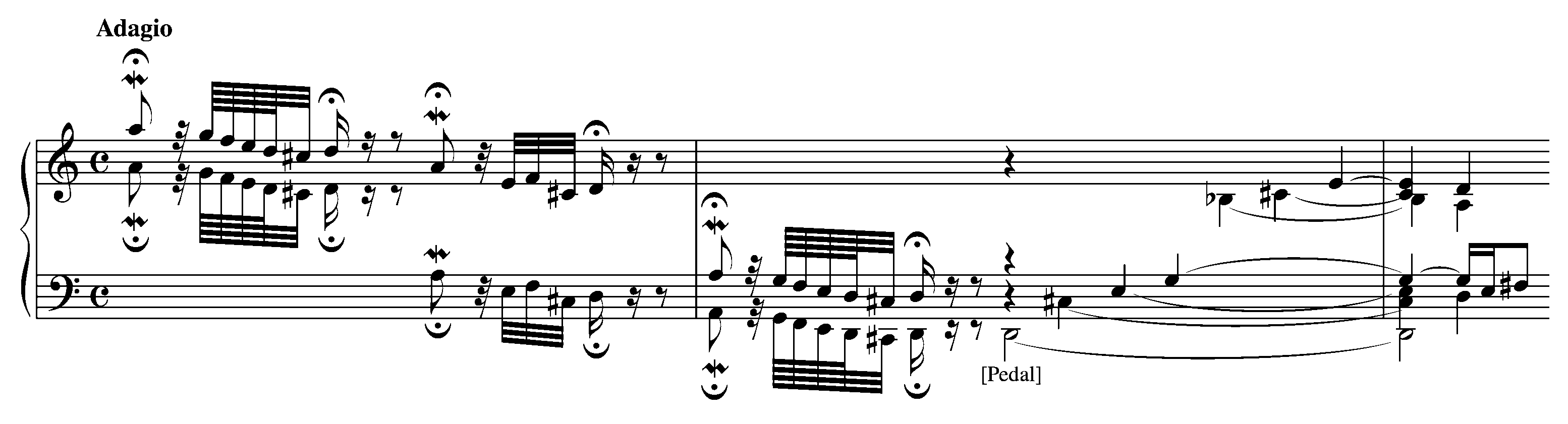
Początek Toccaty i fugi d-moll, BWV 565

## Nazwa

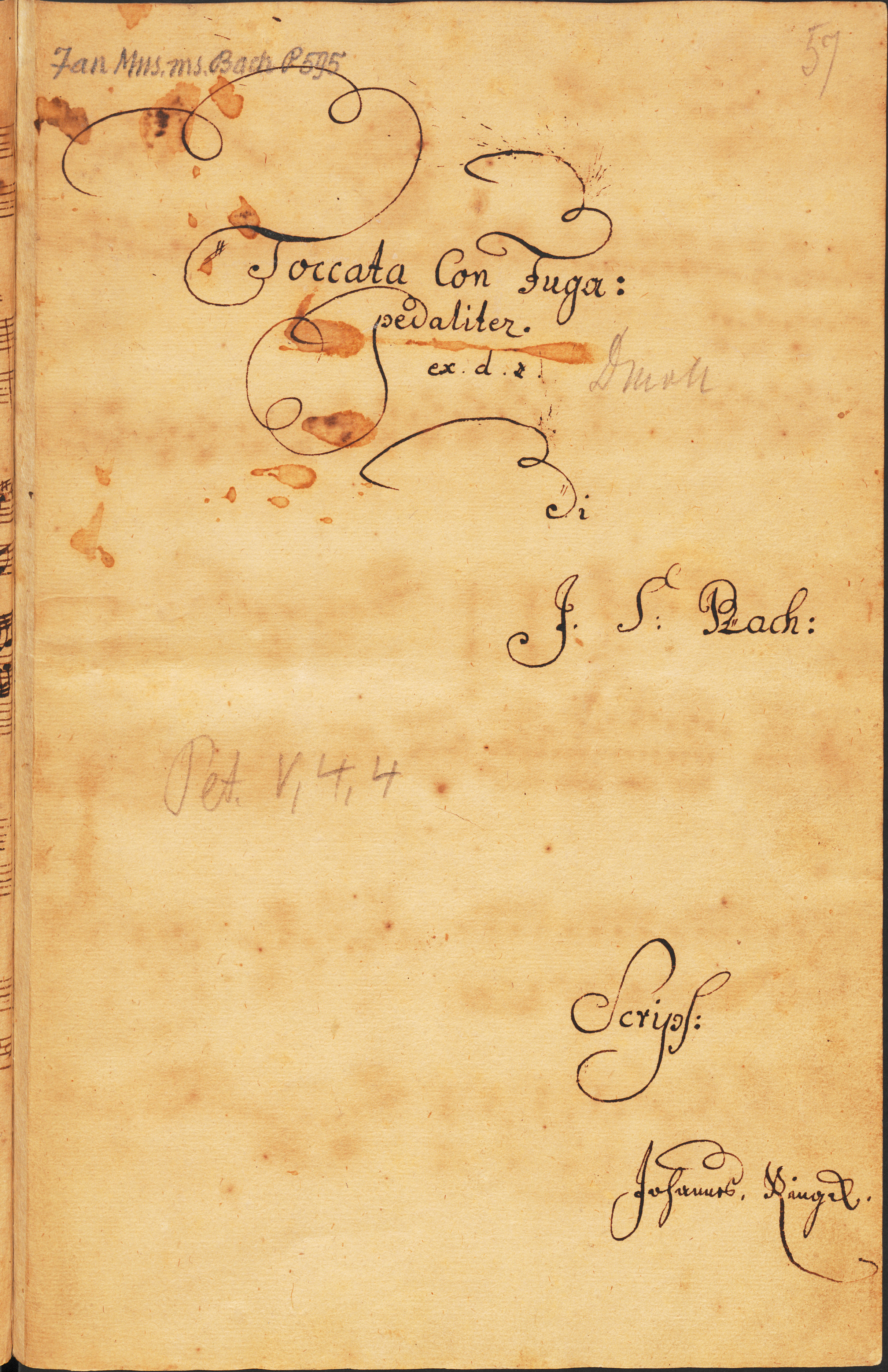
Strona tytułowa dzieła

Powszechnie przyjęta nazwa „Toccata i fuga” nie odpowiada nazwie historycznej. W szeregu istniejących odpisów z czasów Bacha i nieco późniejszych, utwór ten ma nazwę „Toccata” lub „Toccata con fuga” (toccata z fugą), nigdy zaś „Toccata et fuga” (et, tak samo, jak i und, było używane przez Bacha powszechnie w jego innych utworach organowych, np. w Preludiach i fugach). Za bardziej prawidłową nazwę z punktu widzenia muzykologii przyjmuje się określenie Toccata (lub Toccata d-moll).

## Problematyka badawcza
Nie ustalono dotychczas, gdzie ani kiedy kompozycja ta powstała. Część badaczy wiąże ją z pobytem Bacha w Arnstadt, inni z kolei z Weimarem. Wskazywane są pewne cechy kompozycji bliskie utworom skrzypcowym (m.in. struktura tematu fugi, wykorzystującego tzw. pustą strunę i regularne zmiany smyczka), co mogłoby oznaczać nawet to, że owa toccata jest organową transkrypcją utworu skrzypcowego (na to wskazują liczne unisony, zdwojenia oktawowe, które pierwotnie mogły być jednogłosową fakturą wiolinową). Według wcześniej przyjętych ustaleń, utwór ten stanowi utrwaloną nutami improwizację organową Bacha. Obydwie koncepcje (jak również i następne) mają równe prawo do istnienia i równie niską możliwość sprostowania.